# Otto Schrimpel
Otto Maria Franz Schrimpel (* 29. Juli 1895 in Hohenelbe, Österreich-Ungarn) war ein tschechoslowakischer Skispringer.

## Werdegang
Schrimpel kam als Sohn des Juristen und späteren langjährigen Hohenelber Bürgermeisters Hubert Schrimpel in Hohenelbe zur Welt. Er besuchte die Gymnasien in Arnau und  Hohenelbe und erwarb sich den Ingenieurstitel im Maschinen- und Flugzeugbau. Bereits 1914 baute er als 19-Jähriger gemeinsam mit seinem älteren Kollegen Quido Priesel einen funktionstüchtigen Flieger für die Maschinenfabrik Ignatz Theodor Petera in Hohenelbe.
Im Ersten Weltkrieg wurde er erst dem Kaiserlichen Schützenregiment Nr. 3 in Innichen zugewiesen, meldete sich 1916 aber freiwillig zur Luftwaffe. Nach seiner Ausbildung zum Beobachter an der Fliegerschule in Wiener Neustadt wurde er als solcher in einer zweisitzigen Hansa-Brandenburg LDD an der Isonzo-Front eingesetzt. Nach einer schweren Schussverletzung und anschließender mehrmonatiger Rekonvaleszenz nach dem Einsetzen einer Metallplatte in eines seiner Kniegelenke absolvierte der die Grundausbildung zum Piloten in Klagenfurt-Annabichl mit einer weiteren Fortbildung in Wiener Neustadt und einem Kampftraining in Campoformido bei Udine. Am 7. Januar 1918 erwarb er sein Pilotendiplom. Anschließend wurde er der Jagdfliegerkompanie Flik 61J des Ernst Strohschneider zugeteilt und kam mit einer neuen Albatros/Oeffag D.III bei Motta di Livenza zum Einsatz. Er kam auf insgesamt fünf feindliche Abschüsse, wobei sein letzter Abschuss lange Zeit als umstritten galt, heute jedoch durch den Historiker Jiří Rajlich vom Militärhistorischen Institut in Prag als nachgewiesen gilt.

## Skisport
Schrimpel startete bei der Nordischen Skiweltmeisterschaft 1925 in Janské Lázně im Riesengebirge. Nach einem Sprung auf 42 Meter und zwei Sprüngen auf 39 Meter verpasste er die Medaillenränge nur knapp und beendete den Wettbewerb auf der Rübezahl-Schanze als Vierter.